# 80th Street
80th Street – stacja metra nowojorskiego, na linii A. Znajduje się w dzielnicy Queens, w Nowym Jorku i zlokalizowana jest pomiędzy stacjami Grant Avenue i 88th Street. Została otwarta 25 września 1915.